# Canton de Neuilly-l'Évêque
Le canton de Neuilly-l'Évêque est une ancienne division administrative française située dans le département de la Haute-Marne et la région Champagne-Ardenne.

## Géographie
Ce canton était organisé autour de Neuilly-l'Évêque dans l'arrondissement de Langres. Son altitude  moyenne est de 342 m.

## Histoire
- 1er juin 1972 : le canton de Neuilly-l'Évêque prend le nom de canton de Val-de-Gris.
- 1er janvier 1984 : le canton reprend son ancien nom.

## Représentation

### Conseillers d'arrondissement (de 1833 à 1940)
| Période                                  | Période      | Identité                         | Étiquette   | Qualité |
| ---------------------------------------- | ------------ | -------------------------------- | ----------- | --- |
| 1833                                     | 1834 (décès) | Hubert Testevuide (1766-1834)    |             | Propriétaire à Charmes                                                                                      |
| 1834                                     | 1842         | Louis Charles Delecey de Changey |             | Propriétaire à Changey                                                                                      |
| 1842                                     | 1848         | M. Rigollot                      |             | Major en retraite à Langres                                                                                 |
|                                          |              |                                  |             | |
| 1892                                     | 1907 (décès) | Henri-Joseph Colas (1846-1907)   | Républicain | Docteur en médecine à Neuilly-l'Évêque                                                                      |
| 1907                                     | 1919         | Jules-Hippolyte Brulez           | Radical     | Cultivateur, maire de Neuilly-l'Évêque                                                                      |
| 1919                                     | 1940         | Charles Habert (1880-1965)       | Droite      | Docteur en médecine, conseiller municipal de Neuilly-l'Évêque                                               |
| 1940                                     |              |                                  |             | Les conseils d'arrondissement ont été suspendus par la loi du 12 octobre 1940 et n'ont jamais été réactivés |
| Les données manquantes sont à compléter. |              |                                  |             | |

### Conseillers généraux de 1833 à 2015
| Période | Période          | Identité                           | Étiquette              | Qualité |
| ------- | ---------------- | ---------------------------------- | ---------------------- | --- |
| 1833    | 1842 (démission) | Jean Antoine de Montarby           |                        | Chevalier, chef d'escadron Maire de Dampierre                                                                                    |
| 1842    | 1848             | Antoine Pauwels                    | Majorité ministérielle | Manufacturier, maire de La Chapelle Député de la Haute-Marne (1839-1843)                                                         |
| 1848    | 1869             | Louis Charles Delecey de Changey   |                        | Maire de Changey, ancien conseiller d'arrondissement                                                                             |
| 1869    | 1874             | Nicolas Déchanet                   | Républicain modéré     | Docteur en médecine |
| 1874    | 1880             | Antoine Claude Louis de Montarby   | Droite                 | Général de brigade |
| 1880    | 1886             | Auguste Martin                     | Rad                    | Médecin, ancien Maire de Rolampont                                                                                               |
| 1886    | 1892             | Gustave Albert Pignerol            | Royaliste              | Docteur en médecine à Langres |
| 1892    | 1917 (décès)     | Auguste Martin                     | Rad                    | Médecin à Rolampont |
| 1917    | 1919             | siège vacant                       |                        | |
| 1919    | 1940             | Raymond Martin (fils du précédent) | Rad                    | Médecin Maire de Rolampont (1929-1935) Sénateur (1923-1941)                                                                      |
|         |                  |                                    |                        | |
| 1943    | 1945             | Charles Habert                     |                        | Docteur en médecine Conseiller d'arrondissement, conseiller municipal de Neuilly-l'Évêque Nommé conseiller départemental en 1943 |
|         |                  |                                    |                        | |
| 1945    | 1951             | Charles Barret                     | RI                     | Vétérinaire Sénateur (1948-1954)                                                                                                 |
| 1951    | 1964             | Charles Habert                     | Rad.                   | Docteur en médecine à Neuilly-l'Évêque Président du Conseil Général (1961-1964)                                                  |
| 1964    | 1988             | André Luciot                       | DVD puis UDR puis RPR  | Agriculteur Maire de Dampierre                                                                                                   |
| 1988    | 2015             | Francis Arnoud                     | DVD puis RPR puis DVD  | Docteur en médecine Conseiller municipal de Rolampont Elu en 2015 dans le Canton de Nogent                                       |

## Composition
Le canton de Neuilly-l'Évêque regroupait 16 communes et comptait 4 364 habitants (recensement de 1999 sans doubles comptes).
| Communes            | Population (2012) | Code postal | Code Insee |
| ------------------- | ----------------- | ----------- | ---------- |
| Andilly-en-Bassigny | 104               | 52360       | 52009      |
| Bannes              | 392               | 52360       | 52037      |
| Beauchemin          | 109               | 52260       | 52042      |
| Bonnecourt          | 121               | 52360       | 52059      |
| Celsoy              | 106               | 52600       | 52090      |
| Changey             | 218               | 52360       | 52105      |
| Charmes             | 124               | 52360       | 52108      |
| Chatenay-Vaudin     | 58                | 52360       | 52116      |
| Dampierre           | 371               | 52360       | 52163      |
| Frécourt            | 87                | 52360       | 52207      |
| Lecey               | 204               | 52360       | 52280      |
| Neuilly-l'Évêque    | 636               | 52360       | 52348      |
| Orbigny-au-Mont     | 162               | 52360       | 52362      |
| Orbigny-au-Val      | 97                | 52360       | 52363      |
| Poiseul             | 79                | 52360       | 52397      |
| Rolampont           | 1 508             | 52260       | 52432      |

## Démographie
| 1962  | 1968  | 1975  | 1982  | 1990  | 1999  | 2009  |
| ----- | ----- | ----- | ----- | ----- | ----- | ----- |
| 4 342 | 4 640 | 4 220 | 4 392 | 4 351 | 4 364 | 4 593 |

### Articles annexes
- Haute-Marne
- Arrondissements de la Haute-Marne
- Cantons de la Haute-Marne
- Communes de la Haute-Marne
- Liste des conseillers généraux de la Haute-Marne